# Дижечко, Герман Юрьевич
Герман Юрьевич Дижечко (1 марта 1962, Гусь-Хрустальный — 1 февраля 2008, Ростов-на-Дону) — российский рок-музыкант, основатель группы «Матросская тишина».

## Биография
Родился 1 марта 1962 года в Гусь-Хрустальном, куда по распределению приехала его мама.
Закончил в Ростове-на-Дону строительный техникум, работал на стройках мастером. Первый музыкальный проект Германа Дижечко (совместно с В. Примеровым) родился в Ростове-на-Дону — группа «Тора Тора Ос». По совету Виктора Зинчука в 1985 году перебрался в Москву.
В ночь с 31 января на 1 февраля 2008 года погиб в Ростове-на-Дону. Похоронен на ростовском Северном кладбище.

## Дискография
- 1988 — «Матросская Тишина»
- 1988 — «Тора! Тора! Осс!»
- 1989 — «17 кораблей»
- 1990 — «Розетки сделаны для вилок»
- 1990 — «Солдатская темнота»
- 1991 — «Писающие мальчики»
- 1991 — «Greats» («Мелодия»)
- 1992 — «VIP» (вышел на CD фирмы «AirFish» в 1994 году)
- 1994 — «The Sailorsilence album»
- 1995 — «Камерная музыка»
- 1996 — «Пестициды во дворе»
- 1997 — «Стерео спасёт мир» (сольный альбом Г. Дижечко)